# نهائي كأس الاتحاد الإنجليزي 1938
نهائي كأس الاتحاد الإنجليزي 1938 (بالإنجليزية: FA Cup final 1938) هي مباراة كرة قدم الختامية لتحديد الفائز في بطولة كأس الاتحاد الإنجليزي 1937–38 في البطولة الثالثة والستين من مسابقة كأس الاتحاد الإنجليزي في بطولة الأقدم في تاريخ في كرة القدم وينظمها الاتحاد الإنجليزي لكرة القدم، أقيمت المباراة في 30 أبريل 1938 بين بريستون نورث إيند وهدرسفيلد تاون على ملعب ويمبلي. بعد خسارته أمام نادي سندرلاند في نهائي كأس الاتحاد الإنجليزي 1937، فاز نادي بريستون نورث إيند الذي على هدرسفيلد تاون بهدف واحد بعد 29 دقيقة من الوقت الإضافي، مع استمرار التعادل السلبي في النتيجة، تحصل فريق بريستون نورث إيند على ركلة جزاء، سجل منها جورج موتش هدف المباراة الوحيد، ويحقق بريستون نورث إيند لقبه الثاني في تاريخه.

## عن الفريقين
| الفريق            | التتويج | المشاركات السابقة في النهائيات (الخط الغليظ للأرقام يشير لسنة التتويج باللقب) |
| ----------------- | ------- | ----------------------------------------------------------------------------- |
| بريستون نورث إيند | 1       | 4 (1888، 1889، 1922، 1937)                                                    |
| هدرسفيلد تاون     | 1       | 4 (1920، 1922، 1928، 1930)                                                    |